# Myersina lachneri
Myersina lachneri és una espècie de peix de la família dels gòbids i de l'ordre dels cipriniformes que es troba a Papua Nova Guinea.